# René Lévy
Pour l’article ayant un titre homophone, voir René Levy.
Pour les articles homonymes, voir Lévy.
René Lévy est un philosophe et un talmudiste français né à Paris le 7 mars 1970. Il est directeur de l’Institut d’études lévinassiennes, directeur de la collection « Les Dix Paroles » aux éditions Verdier, et codirecteur avec Pascal Bacqué de la collection « Libelle » aux éditions l’Âge d’Homme.

## Biographie
Fils de Benny Lévy, le fondateur de la Gauche prolétarienne, du journal Libération (avec Jean-Claude Vernier et Serge July), et de l'Institut d’études lévinassiennes (avec les philosophes Bernard-Henri Lévy et Alain Finkielkraut), il participe dans son enfance aux manifestations de Lip et aux rassemblements du Larzac. Après le décès de son père en 2003, il décide, malgré l’avis défavorable de sa mère et des cofondateurs, de déplacer l’Institut d’études lévinassiennes de Jérusalem à Paris et d’y poursuivre ses activités. La direction des Cahiers d'études lévinassiennes, revue présentant les travaux de l’Institut, est confiée à Gilles Hanus, l’un des principaux disciples de Benny Lévy ; la présidence du Comité et des Cahiers est, elle, confiée à Christian Grusq.
En 2006, il organise avec le Club 89 dirigé par Jacques Toubon, un colloque à l’Assemblée nationale sur « La crise de l’Homme ». Invoquant Jules Michelet et Sartre, il appelle au renouveau de la fraternité. Au moment du projet de Constitution européenne en 2007, il organise, toujours avec le Club 89, et le Mouvement réformateur (parti libéral belge) dirigé par Daniel Ducarme, un colloque au Parlement belge et au Parlement européen durant lequel il critique le projet de Constitution européenne, tout en défendant l’idée d’un Contrat social des peuples d’Europe.
Sa participation comme membre du jury de la soutenance de thèse de doctorat d’Ivan Segré, présidé par Alain Badiou, provoque la rupture avec Alain Finkielkraut. À la suite du rapprochement de ces deux derniers en une du Nouvel Observateur, il écrit avec Gilles Hanus un article dans la rubrique « Rebonds » du journal Libération : « Misère des intellectuels français ».
Dans le cadre des séminaires du nouvel Institut d’études lévinassiennes, il est amené à travailler sur Paul de Tarse. Remontant à la source talmudique, il découvre paradoxalement combien Paul reste une figure tutélaire de la modernité.
Le contenu de ces séminaires paraît en 2012 sous le titre de « Disgrâce du signe : essai sur Paul de Tarse ».

## Publications

### Ouvrages
- La Divine Insouciance. Études des doctrines de la providence d’après Maïmonide, Paris, Verdier, 2009, 623 p.
- Disgrâce du signe. Essai sur Paul de Tarse, Lausanne, L’Âge d’homme « Libelle », 2012, 199 p.
- Pièces détachées. Lausanne, L'Âge d'homme « Libelle », 2014, 106 p.
- La Mort à vif. Essai sur Paul de Tarse, Lagrasse, Verdier, 2020, 336 p.[2]

### Articles
- « La fitra dans l’œuvre philosophique de Maïmonide », Revue des études juives 159, 3-4 (2000), p. 405-24
- « Le messianisme de Maïmonide », Cahiers d’études levinassiennes, 4 (2005), p. 151-76
- « Sur Être juif », Cahiers d’études levinassiennes, hors-série (2005), p. 51-57
- « Paul de Tarse : le Reste, figure de l’Universel 1 », Cahiers d’études levinassiennes, 6 (2007), p. 277-92.
- « Paul de Tarse, le Reste figure de l’Universel 2 », Cahiers d’études levinassiennes, 7 (2008), p. 301-1
- « L’illusion tragique, une lecture du Guide des perplexes, III, 12 », Cahiers d’études levinassiennes, 8 (2009), p. 263-80
- « L’idée d’immortalité chez Walter Benjamin », Cahiers d’études levinassiennes, 9 (2010), p. 345-60
- « Critique de l’université » in Cahiers d’études levinassiennes, 10 (2011), p. 83-96
- « La question nationale et les Juifs. Marcel Mauss », Cahiers d’études levinassiennes, 11 (2012), p. 85-100

### Autres articles
- « Au-delà du singulier, l’exemple », Règle du jeu, 25 (mai 2004), p. 247-50.
- « Réflexions sur l’être juif », Règle du jeu, 29 (septembre 2005), p. 228-33.
- « La fraternité », Règle du jeu, 33 (janvier 2007), p. 95-102.
- « Le peuple et l’étranger », Règle du jeu, 35 (septembre 2007), p. 274-281.
- « La providence », Règle du jeu, 37 (mai 2008), p. 149-157.

### Articles parus dans des ouvrages collectifs
- « En tête ultime », in Fondements de l’humanité, Paris, Le Cerf, 2010.
- « Le régime universel et l’universel d’exception », in F. Jullien et F. Ogée (dir.), L’Universel en question, Paris, Hachette, 2009.

### Traductions
- Maïmonide, Lettre sur l’astrologie, traduit de l’hébreu et annoté par R. Lévy, Paris, Allia, 2001.
- Midrach Rabba, Genèse, tome 2, traduit de l’hébreu et annoté par R. Lévy et J. Honigmann, Lagrasse, Verdier, 2010, coll. « Les dix paroles ».

### Éditions
- Saadia Gaon, Commentaire sur le Séfer Yetzira, traduction de l’arabe et de l’hébreu par M. Lambert. Révision, préface et notices par R. Lévy, Lagrasse, Verdier « Les dix paroles », 2001
- Moïse Maïmonide, Le Guide des Egarés, édition Munk révisée, corrigée et augmentée sous la direction de R. Lévy, avec la collaboration de M. Aouad, Lagrasse, Verdier, 2012, coll. « Les dix paroles ».